# Croce Rossa gabonese

il simbolo della Croce Rossa

La Croce Rossa Gabonese è la società nazionale di Croce Rossa del Gabon o Repubblica Gabonese, stato dell'Africa centrale.

## Denominazione ufficiale
- Croix-Rouge Gabonaise, in lingua francese, idioma ufficiale della Repubblica Gabonese;
- Gabonese Red Cross Society (GRC), in lingua inglese, denominazione utilizzata presso la Federazione;

## Storia
La Croce Rossa del Gabon ha una storia relativamente recente rispetto a quella del Movimento Internazionale: è stata ufficialmente riconosciuta come società nazionale di Croce Rossa con decreto presidenziale nel 1997, successivamente, nel 1999 è stata riconosciuta dal Comitato Internazionale della Croce Rossa ed è stata ammessa nella Federazione.

## Suddivisioni
La società è presente sul territorio attraverso 19 comitati locali, sette dei quali si trovano nella capitale Libreville e gli altri undici distribuiti sul resto del territorio.

## Organizzazione
Il Comitato Esecutivo è il massimo organo di governo della Società, ed è composto dai seguenti soggetti:
- il Presidente;
- il Vicepresidente;
- il tesoriere;
- altri quattro membri eletti.

## Risorse umane
La Croce Rossa Gabonese impiega 14 dipendenti a tempo pieno, i cui compiti sono nettamente separati da quelli del Comitato Esecutivo secondo lo statuto approvato nel 2001. La società può contare su circa 2500 tra membri e volontari attivi.

## Attività

### Salute
La principale attività della Croce Rossa Gabonese è stata la lotta alle frequenti epidemie di Ebola, durante le quali ha potuto beneficiare del supporto della Croce Rossa del Ciad per l'addestramento dei volontari. Gli operatori della Croce Rossa Gabonese hanno svolto attività di primo soccorso, supporto familiare e riabilitazione alle persone colpite dalla malattia.

### Protezione civile
La Croce Rossa Gabonese collabora con il Governo del Gabon e con le Agenzie dell'Organizzazione delle Nazioni Unite per fornire assistenza ai rifugiati provenienti dalla Repubblica Democratica del Congo.

### Primo Soccorso
La Croce Rossa Gabonese svolge attività di primo soccorso e di addestramento dei soccorritori. Nel 2001 la Croce Rossa Francese ha collaborato alla formazione di alcuni istruttori di primo soccorso.

### Informazione
Grazie alla collaborazione con due importanti emittenti radiofoniche, Africa N° 1 di Libreville e RTG II, la Croce Rossa Gabonese diffonde informazioni sulle proprie attività presso la popolazione. 